# 村上翔梧
村上 翔梧（むらかみ しょうご、1996年8月1日 - ）は、ジャパンラグビーリーグワン狭山セコムラガッツに所属するラグビーユニオン選手。

## プロフィール
- 愛媛県出身[1]。
- ポジションはプロップ(PR)。
- 身長 178 cm、体重 115 kg
- ニックネームはショウゴ。

## 来歴
2015年、新田高校卒業後、立正大学に入る。
2019年、立正大学卒業後、宗像サニックスブルースに加入。
2022年、セコムラガッツ(現・狭山セコムラガッツ)に加入。